# Campodorus boreator
Campodorus boreator là một loài tò vò trong họ Ichneumonidae.